# Batocera punctata
Batocera punctata är en skalbaggsart som beskrevs av Schwarzer 1925. Batocera punctata ingår i släktet Batocera och familjen långhorningar.
Artens utbredningsområde är Taiwan. Inga underarter finns listade.